# 柳龙拳
柳龙拳（1941年—），合气道武术家、气功师。

## 生平
1941年生于北海道，自称有异能力,可以轻易将人打出几米开外
2006 年11 月 26 日，柳龙拳被柔术家岩仓豪击败。